# Zabavlje
Zabavlje so naselje v Slovenski Istri, ki upravno spada pod Mestno občino Koper. 
Glavna znamenitost vasi je ogromen hrast, kateremu prepisujejo skoraj 1000 let starosti, ter stara kamnita hiša pod spomeniškim varstvom, saj je tipičen primer izrazito ravnih ter vzdržljivih kamnitih sten.